# إعادة التحليل المقدم من NCEP/NCAR
مجموعة بيانات إعادة التحليل المقدم من NCEP/NCAR إعادة التحليل هو التحديث المستمر لمجموعة البيانات الشبكية التي تمثل حالة الغلاف الجوي للأرض، وتتضمن الأرصاد ونتيجة نموذج التنبؤ العددي بالطقس (NWP) التي يعود تاريخها إلى عام 1948. وهو منتج مشترك مقدم من المراكز الوطنية للتنبؤات البيئية (NCEP) والمركز الوطني لأبحاث الغلاف الجوي (NCAR).

## الوصول للبيانات
البيانات متاحة للتنزيل المجاني من الإدارة الوطنية للمحيطات والغلاف الجوي لبحوث نظام الأرض Laboratory and NCEP. يتم توزيعها في ملفات نموذج البيانات المشتركة للشبكات والمعلومات العامة الموزعة في شكل ثنائي بانتظام، التي يوجد لها عدد من الأدوات والمكتبات.

## الاستعمالات
- تهيئة نموذج للغلاف الجوي على نطاق أصغر
- تقييم المناخ

## تحديثات لاحقة
منذ ذلك الحين يتم إصدار إعادة التحليل المقدم من المراكز الوطنية للتنبؤات البيئية/المركز الوطني لأبحاث الغلاف الجويII وإعادة التحليل المقدم من لجنة الأمن الغذائي العالمي بمركز التنبؤ البيئي  are released. ويركز السابق على تصحيح الأخطاء الموجودة في نظام إعادة التحليل لمركز التنبؤ البيئي/المركز الوطني للأبحاث - وأبرزها طاقة السطح واستخدام دفع هطول الأمطار المرصود على سطح الأرض، ولكنه يستخدم على خلاف ذلك نموذج عددي ونظام استيعاب بيانات مماثل. أما الأخير فيستند إلى نظام التنبؤ المناخي الخاص بمركز التنبؤ البيئي.